# ماجد عبد العال (عزبة)
عزبة ماجد عبد العال، عزبة تابعة لقرية الزوامل بالوحدة المحلية لقرية شباس الملح، التابعة لمركز دسوق، التابع لمحافظة كفر الشيخ في جمهورية مصر العربية.